# Benjamin Seebohm Rowntree
Benjamin Seebohm Rowntree (7. července 1871 – 7. října 1954) byl britský sociální výzkumník, reformátor a průmyslník.

## Dílo
- First York study (1899)
- Second York study (1936)
- Third York study (1951)